# Abelardo L. Rodríguez, Morelos
Abelardo L. Rodríguez är en ort i Mexiko.   Den ligger i kommunen Ayala och delstaten Morelos, i den sydöstra delen av landet, 80 km söder om huvudstaden Mexico City. Abelardo L. Rodríguez ligger 1 170 meter över havet och antalet invånare är 1 948.
Terrängen runt Abelardo L. Rodríguez är varierad. Runt Abelardo L. Rodríguez är det ganska tätbefolkat, med 239 invånare per kvadratkilometer. Närmaste större samhälle är Cuautla Morelos, 9,7 km nordost om Abelardo L. Rodríguez. Omgivningarna runt Abelardo L. Rodríguez är en mosaik av jordbruksmark och naturlig växtlighet.